# 高坪镇 (金沙县)
高坪镇，是中华人民共和国贵州省毕节市金沙县下辖的一个乡镇级行政单位。
2016年1月29日，贵州省人民政府批复同意撤销高坪乡，设置高坪镇。撤乡设镇后行政区域和政府驻地不变。

## 行政区划
高坪镇下辖以下地区：
高坪村、发明村、联合村、金桥村、幸福村、三和村、白云村、八一村、新农村和金林村。